# Кърланово
Кърла̀ново е село в Югозападна България. То се намира в община Сандански, област Благоевград.

## География
Село Кърланово се намира в планински район.

## История
До 1912 година селото има паралелно име Златков чифлик или Златково, произхождащо от злато.
В „Етнография на вилаетите Адрианопол, Монастир и Салоника“, издадена в Константинопол в 1878 година и отразяваща статистиката на населението от 1873 година, Златко (Zlatko) е посочено като село с 16 домакинства и 50 българи. Към 1900 година според статистиката на Васил Кънчов („Македония. Етнография и статистика“) населението на Златково е 120 души, всички българи-християни, а на Кърланово е 192 души, всички българи-християни.
При избухването на Балканската война в 1912 година двама души от селото са доброволци в Македоно-одринското опълчение.

## Население

### Етнически състав
Преброяване на населението през 2011 г.
Численост и дял на етническите групи според преброяването на населението през 2011 г.:
|                     | Численост |
| Общо                | 36        |
| Българи             | 36        |
| Турци               | -         |
| Цигани              | -         |
| Други               | -         |
| Не се самоопределят | -         |
| Неотговорили        | -         |

## Личности
Родени в Кърланово
- Георги Манолов, македоно-одрински опълченец, 21-годишен, 4 рота на 5 одринска дружина, убит на 6 (8) юли 1913 година на връх Говедарник[8]
- Григор Беганов (1891 – 1944), български революционер от ВМРО
- Панайот Ангов, македоно-одрински опълченец, 40-годишен, четата на Дончо Златков[8]

Починали в Кърланово
- Стефан Кръстев – Пиперката (? – 1923), светиврачки околийски войвода на Вътрешната македонска революционна организация[9]